# 1690-ті

## Події

### У Європі
- В Англії остаточно переміг свої опонентів якобітів король Вільгельм III Оранський, який і правив усе десятиліття.
- Розпочата у 1680-х велика турецька війна тривала до 1699 року та завершилася Карловицьким договором, який підірвав могутність Османської імперії. Запорізькі козаки брали участь у  1695 та 1696 роках в Азовських походах.